# Громадянська війна в Руанді
Громадянська війна в Руанді (1990—1994) — внутрішній конфлікт в Руанді між прихильниками президента Жувеналя Габ'ярімана і повстанцями Руандійського патріотичного фронту (РПФ). Конфлікт почався 1 жовтня 1990 року вторгненням військ РПФ в країну і офіційно закінчився 4 серпня 1993 року підписанням Аруських угод.
Проте, вбивство Жувеналя Габ'ярімана в квітні 1994 року стало каталізатором початку геноциду в Руанді. На думку деяких дослідників, цей геноцид є наступною стадією громадянської війни. РПФ провів новий наступ і, урешті-решт, взяв під свій контроль країну. Уряд хуту у вигнанні продовжив використовувати табір біженців в сусідніх країнах для дестабілізації нового уряду. РПФ вступив до Першої конголезької війни (1996—1997), що призвело своєю чергою до початку Другої конголезької війни (1998—2003), прямо пов'язаної зі спробами хуту повернути контроль над Руандою. Таким чином, хоча громадянська війна офіційно тривала до 1993 року, ведуться суперечки про дату фактичного її закінчення: деякі фахівці позначають дату — 1994 рік (взяття РПФ Кігалі), інші — 1996 рік (розформування таборів біженців), треті вважають, що громадянська війна триває донині.

## Передісторія конфлікту
Етнічна напруженість між більшістю хуту і меншістю тутсі йде корінням у бельгійську колоніальну епоху, коли бельгійська адміністрація заохочувала інтереси тутсі і обмежувала інтереси хуту. Зіштовхуючи два племені, бельгійці зміцнювали власну владу в країні. Однак покинувши Руанду, вони залишили після себе вкрай нестійку соціальну структуру. Окремі епізоди зіткнень між хуту і тутсі спостерігалися вже в перші два десятиліття після здобуття незалежності.
Нова хвиля етнічної напруженості накрила країну в 1990 році. Однією з головних причин був занепад в економіці і нестача продовольства. Протягом всього року країна страждала від поганої погоди і зниження цін на каву — головний експортний товар. Ці проблеми сприяли створенню вкрай небезпечного політичного клімату. Ця напруженість посилювалася і французькими обіцянками народам Центральної Африки допомогти їм в будівництві демократії. Багато руандійців почули цей заклик, і почалося формування демократичного руху, члени якого активно протестували протягом літа 1990 року.
Одночасно почалося бродіння всередині етнічної спільності тутсі. Ті тутсі, що були вигнані з країни понад тридцять років тому і перебували в таборах біженців на території сусідніх держав, тепер стали збиратися в організоване угруповання — Руандійський патріотичний фронт (РПФ). Хуту вважали цих людей представниками корумпованої знаті, справедливо вигнаними з країни. Вони вказували, що нащадки цих тутсі вже нічого не знали про Руанду і говорили не французькою, а англійською мовою. Вигнані тутсі, однак, вимагали визнання своїх прав, в тому числі, прав повернутися на батьківщину. Вони почали чинити тиск на уряд Руанди і, урешті-решт, змусили уряд Габ'ярімана піти на поступки. РПФ командував генерал-майор Фред Рвігьєма, який піднявся до посади заступника міністра оборони в сусідній Уганді. Однак зростаюча ксенофобія призвела до посилення законодавства, тепер воно забороняло всім угандійським громадянам, в тому числі Руандійським біженцям, володіти землею в країні. Це стало поштовхом до активного поповнення рядів .
Габ'ярімана виявився змушений створити національний комітет для вивчення «Концепції демократії» та почати працювати над формуванням «Національного політичного Статуту», який повинен був примирити хуту і тутсі. У цей критичний момент переговорів ситуація вийшла з-під контролю. Отримавши силу РПФ вже не бажав чекати, поки уряд Руанди виконає свої обіцянки.

### Приготування до війни
РПФ був утворений в грудні 1987 року як наступник Руандійського альянсу національної єдності . Нова організація поставила собі за мету сприяння поверненню всіх руандійських біженців в Руанду, із застосуванням сили, якщо це буде необхідно , і встановити національну єдність і демократію в країні. РПФ складався переважно з другого покоління вигнаних тутсі і налічував понад 4 тисяч військовослужбовців, які були добре навчені в армії Уганди і мали бойовий досвід.

## Бойові дії

### Вторгнення 1990 року
О 2:30 ночі 1 жовтня 1990 року 50 повстанців РПФ перетнули кордон Уганди і вторглися в Руанду, убивши митників на прикордонному посту Кагітумба . За ними вирушило ще кілька сотень повстанців, одягнених в мундири армії Уганди і озброєних угандійською зброєю, в тому числі кулеметами і гранатометами . Вимоги РПФ включали кінець етнічної сегрегації і системи посвідчень особи, а також інші політичні і економічні реформи, які представляли РПФ як демократичну організацію, яка прагне повалити корумпований режим . Президент Уганди Йовері Мусевені і президент Руанди Жувеналь Габ'ярімана були в цей час в Нью-Йорку на Всесвітньому саміті в підтримку дітей. Роль Уганди в конфлікті була негайно поставлена під сумнів. Цілком ймовірно, що Йовері Мусевені знав про плани РПФ, але відкрито їх не підтримував . Йовері Мусевені мав кілька мотивів стояти осторонь, в тому числі, зацікавленість в стабільності в західній Уганді і можливість зміцнення позицій в майбутніх переговорах біженців з Жувеналем Габ'ярімана . Йовері Мусевені пізніше заявив, що «зіткнувся з фактом» і вирішив допомогти РПФ лише тоді, коли він здобув перемогу, щоб підтримати стабільність всередині своєї країни .
У перші кілька днів боїв РПФ досяг значних успіхів, просунувшися на 60 км на південь до міста Габір . Руандійська урядова армія перевершувала повстанців чисельно і отримала від Франції броньовики та вертольоти, але РПФ виграв від елемента несподіванки . Успіхи Фронту ледь не похитнула загибель командувача — Фреда Рвігьєми, на третій день повстання. Цілком ймовірно, що Рвігьєма був вбитий своїм підлеглим, генералом Пітером Байінганою , хоча РПФ згодом стверджував, що він загинув від випадкової кулі .
Наступ застопорився після того, як в конфлікт втрутилися Франція і Заїр. Заїр відправив кілька сотень солдатів елітної Особливої президентської дивізії, щоб битися на боці руандійського уряду. Під час військової операції під кодовою назвою «Noroît» Франція розгорнула першу і третю роти 8-го полку морської піхоти, що складаються з 125 парашутистів, які прибули з ЦАР для підтримки уряду. Пізніше до них приєдналися частини 2-го парашутно-десантного полку, 3-го полку морської піхоти і 13-го парашутного полку . Франція, яка підписала в 1975 року пакт про оборону з Жувеналем Габ'яріманою, формально наполягала на тому, щоб її війська були використані суто для захисту французьких громадян, проте насправді парашутисти були кинуті на блокування просування РПФ на столицю Кігалі. Полковник Рене Галіні керував початковим розгортанням, потім його змінив полковник Жан-Клод Томанов. Франція також постачала уряду Руанди артилерію, міномети та іншу військову техніку, а також допомагала фінансово. Франція стверджувала, що протидіє «агресії, що ініційована однією з англомовних країн» . Бельгія спочатку також підтримала уряд, але скоротила військову допомогу незабаром після початку військових дій, посилаючись на внутрішнє законодавство, яке забороняє участь бельгійських солдатів в громадянських війнах. Франція, навпаки, зміцнила свої позиції в регіоні, тим самим замінивши Бельгію як основного іноземного спонсора Руанди .
7 жовтня 1990 року урядові війська почали контрнаступ. РПФ не був готовий до тривалої війни і був змушений почати відступ. Майор Поль Кагаме, який перебував до того в США на курсах підготовки командного складу, повернувся в країну, щоб взяти під контроль повстанські сили. Однак 23 жовтня два командира РПФ, майор Пітер Байінгана (фактичний командувач) і Кріс Буньєньєзі, були заарештовані Салімом Салехом, братом президента Уганди, за вбивство Рвігьєми і привезені в Уганду для допиту і суду . Повстанці були у відчаї і до кінця місяця були відкинуті на територію Національного парку Акагера на північному сході країни.
У ніч на 4 жовтня уряд Руанди влаштував фальшивий напад на Кігалі зі стріляниною та вибухами. Ця вистава була покликана налякати населення, мобілізувати його на підтримку війни і заохотити пошук можливих шпигунів і зрадників серед цивільних осіб. Більше 10 000 чоловік були арештовані. У країні почалися етнічні чистки. За повідомленнями очевидців, 10 жовтня майор Алоїс Нтабакузе провів таку чистку в селі Багімов. Через десять днів після вторгнення місцеві чиновники в Кібіліре закликали населення вбити місцевих тутсі і спалити їхні будинки. Принаймні 348 цивільних осіб були вбиті протягом 48 годин .

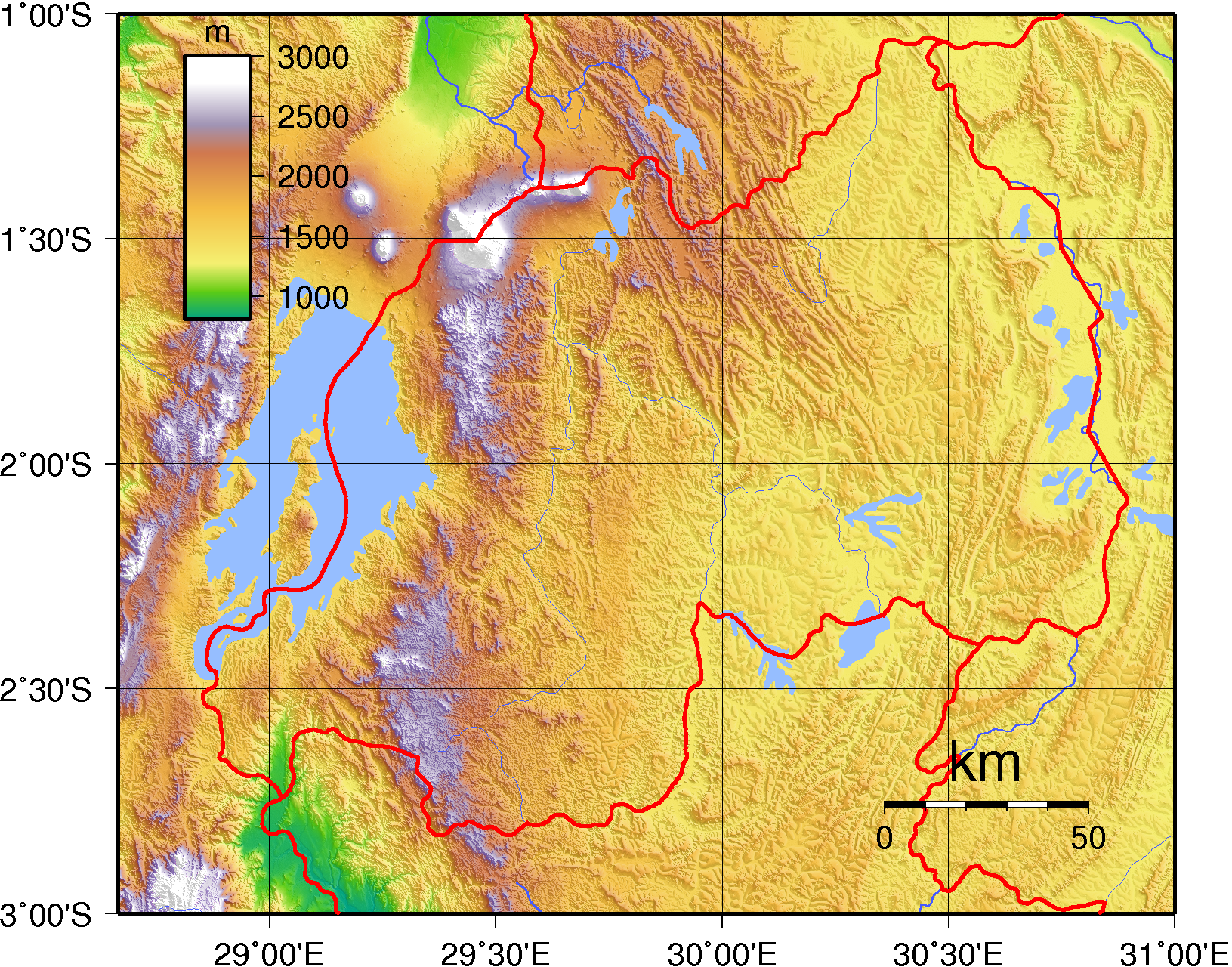
Топографічна карта Руанди. Сили РПФ були загнані в Національний парк Акагера, горбисту територію на південному сході країни, але Кагаме перемістив його сили в лісисті гори Вірунга на півночі.

### Перегрупування РПФ
Після прибуття в країну Поль Кагаме почав реорганізувати сили РПФ, чисельність яких скоротилася менш як до 2 000 солдатів. Було ухвалено рішення про розробку планів партизанської війни на півночі країни . Мусевені дав дозвіл РПФ відступити назад в Уганду протягом однієї ночі. Кагаме і його війська передислокувалися на захід до гір Вірунга, де урядові війська не могли на них напасти . РПФ провів два місяці в горах, зміцнюючи свої сили. При цьому умови життя були дуже важкими, і деякі члени армії загинули через низькі температури .
Час у горах Вірунга було витрачено на реорганізацію армії і відновлення керівництва, яке так сильно постраждало під час бойових дій. Алексіс Каніаренгве, хуту і колишній союзник Габ'ярімана, був призначений головою РПФ. Однак тутсі продовжували складати більшість керівництва Фронту . З Уганди, Бурунді, Танзанії, Заїру, США і Європи прибували новобранці . До початку 1991 року армія РПФ зросла до 5 000 солдатів, до 1992 року — вже 12 000, а в ході наступу 1994 року вона налічувала 25 000 чоловік .
На додаток до набору новобранців РПФ здійснював збір коштів для продовження боротьби. Діаспора тутсі в усьому світі сприяла збільшенню фінансування РПФ. Повстанці переозброїлись, купуючи зброю на міжнародному ринку і отримуючи підпільні поставки з армії Уганди .

### Партизанська війна

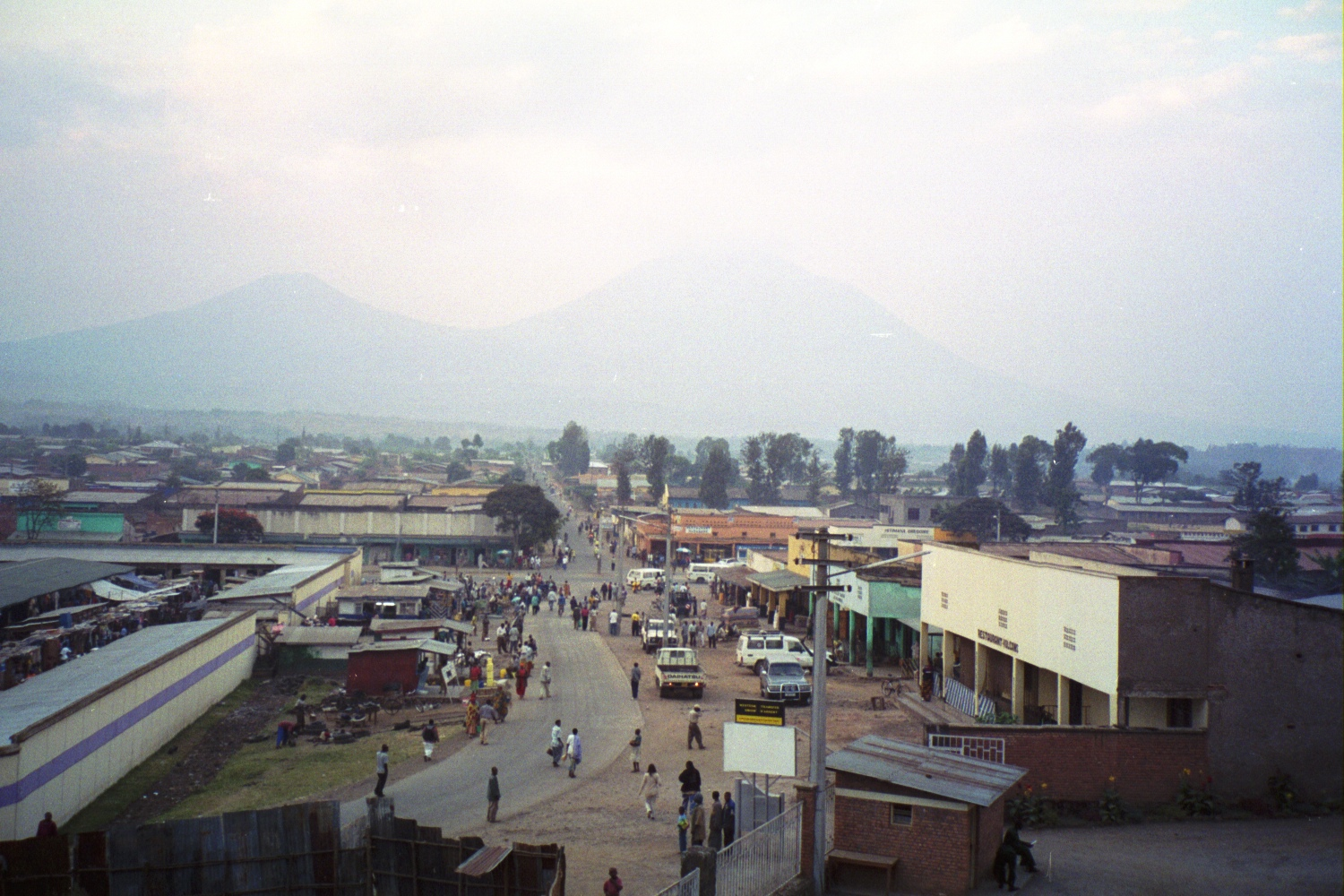
Місто Рухенгері, на задньому плані — гори Вірунга.

До січня 1991 року Поль Кагаме відновив війну. Першим кроком було несподіване захоплення міста Рухенгері 23 січня 1991 року. Рухенгері був не тільки близький до гір Вірунга, але і сприймався як оплот режиму Габ'ярімана . РПФ захопив місто завдяки ефекту несподіванки і утримував його протягом одного дня перед відступом назад в гори . Під час окупації повстанці захопили зброю і устаткування руандійської армії і штурмували в'язницю Рухенгері, звільнивши політв'язнів . Напад створив атмосферу страху в Руанді .
Після цієї операції РПФ почав вести класичну партизанську війну. Дрібні сутички виснажували обидві сторони. Akazu також розпочали велику пропагандистську кампанію, транслюючи та публікуючи матеріали, покликані переконати населення хуту, що тутсі є окремим і чужим народом, нехристиянами, які прагнуть відновити стару феодальну монархію Руанди з кінцевою метою поневолення хуту. Сюди входило Десять заповідей хуту, набір "правил", опублікованих у журналі Kangura, які вимагають верховенства хуту у всіх аспектах життя Руанди. У відповідь РПФ відкрив власну пропагандистську радіостанцію Радіо Мухабура, яка транслювала з Уганди в Руанду. Ця радіостанція ніколи не була надзвичайно популярною, але завоювала слухачів протягом 1992 та 1993 років. Протягом наступних кількох років робилися численні спроби дійти згоди про перемир'я, але вони нічого не принесли, і бої тривали до 13 липня 1992 року, коли в місті Аруша було підписано угоду про припинення вогню.

### Арушскі угоди
Війна тривала протягом майже 2,5 роки, поки 12 липня 1992 року в місті Аруша (Танзанія) не було підписано угоду про припинення вогню, фіксований графік проведення переговорів і це давало дозвіл на розміщення в країні групи військових спостерігачів під егідою Організації африканської єдності. Припинення вогню набуло чинності 31 липня 1992 року, а політичні переговори почалися 30 вересня 1992 року.
Протягом наступних місяців тривали переговори, що не принесли яких-небудь серйозних успіхів. Нарешті, після повідомлень про масові вбивства тутсі 8 лютого 1993 року РПФ почав великий наступ.
Цей наступ змусив урядові війська відступити, дозволивши РПФ швидко захопити Рухенгері, а потім повернути на південь і почати просування на столицю. Це викликало паніку в Парижі, який відразу ж послав кілька сотень французьких солдатів в країну разом з великою кількістю боєприпасів. Прибуття французьких військ у Кігалі серйозно змінило військову ситуацію і змусило РПФ відмовитися від штурму столиці. 20 лютого повстанці зупинилися за 30 км на північ від Кігалі і оголосили одностороннє рішення про припинення вогню, після чого протягом кількох місяців відводили свої війська на вихідні позиції. На той час понад 1,5 мільйона цивільних осіб, переважно хуту, покинули свої будинки.
Крихкий мир протривав до 7 квітня наступного року. Однак напруженість у суспільстві не знижувалася. Вторгнення тутсі було сприйнято не як спосіб домогтися рівноправності, а як спроба тутсі повернутися до влади. Хуту згуртувалися навколо президента. Сам Жувеналь Габ'ярімана відреагував введенням програми геноциду, спрямованої проти всіх тутсі і хуту, що мали з ними будь-які спільні інтереси. Габ'ярімана виправдовував це тим, що тутсі нібито збиралися відновити «феодальний лад» і поневолити хуту.

### Військові дії в умовах геноциду 1994 року
6 квітня 1994 року президент Габ'ярімана повертався з переговорів в Дар-ес-Салам, коли його літак був збитий. Активісти хуту — і президентська гвардія почали вбивати опозиційних політиків і лідерів тутсі, звинувативши їх у вбивстві президента. Розпочатий геноцид в Руанді привів до загибелі протягом трьох місяців порядку 937 000 чоловік.

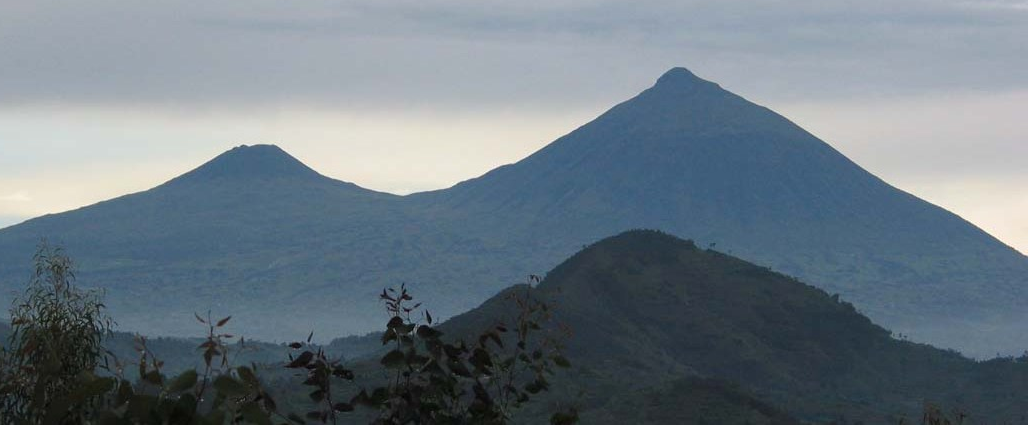
Гора Гахінга (зліва) і гора Мухабура (праворуч) на кордоні Руанди і Уганди.

До вечора 7 квітня РПФ відновив наступ на південь. Назустріч повстанцям висунулися їхні представники в парламенті, відправлені туди за результатами мирних переговорів. Основні сили РПФ на півночі 8 квітня були розділені на три частини. Одна група рушила на захід, блокувати урядові сили в Рухенгері. Друга група під командуванням полковника Ежена Багірі (командира 7-го батальйону) і підполковника Фреда Ібінгіри (командира 157-го батальйону) увійшла в східний кордон країни Кібунго. Третій групі під командуванням полковника Сема Кака, полковника Шарліса Нгога, полковника Мусити і Людовика Твагірва (відомого як Додо) вдалося зробити значний крок вперед у напрямку до столиці до вечора 11 квітня. Обидві сторони почали посилювати і зміцнювати свої позиції, а РПФ приступив до оточення міста. 12 квітня тимчасовий уряд втік у Гітараму в спробі врятуватися від бойових дій.
На сході повстанці зіткнулися з деяким опором урядових військ і досягли кордону з Танзанією 22 квітня. 5 травня вони почали обстріл столичного аеропорту, а 16 травня перекрили дорогу Кігалі — Гітарама. За цим відбулося захоплення аеропорту. Урядові війська спробували 6 червня перейти в контратаку, але вона провалилася.
Сили РПФ, захопивши контроль над північною, східною і південною околицями столиці, почали рухатися на північ уздовж південно-західної околиці міста. Це ще більше посилило тиск на Гітараму, яка пала 13 червня. З трьох сторін повстанці почали штурм центру столиці. Ведучи вогонь з легкої артилерії і мінометів, вони не давали захисникам перепочинку. Важкі бої тривали аж до початку липня. 3 липня урядові війська почали покидати столицю, забираючи з собою більшість цивільного населення. За даними ООН, вони вже не мали боєприпасів. На наступний день, після тримісячної боротьби, РПФ вступив в центр Кігалі.
Станом на червень повстанці досягли кордону з Бурунді.Вони зупинилися після захоплення Бутаре 2 липня в зв'язку з тим, що французький десант перегородив подальше просування.
З падінням Кігалі урядові війська почали розпадатися. Армія втратила згуртованість. Це зробило оборону останніх оплотів режиму — двох північних міст Рухенгері і Гісені — неможливою. Звільнення сил повстанців у центрі країни дозволило їм перемістити війська на північ. 13 липня Рухенгері капітулювало, а 18 липня упало Гісені.

## Наслідки
Повстанці тутсі завдали поразки режиму хуту, і геноцид закінчився в липні 1994 року, але близько двох мільйонів хуту — деякі з них брали участь у геноциді і боялися відплати тутсі  — втекли в сусідні Бурунді, Танзанію, Уганду і Заїр. Тисячі людей загинули під час епідемій холери і шигельозу, які охопили табори біженців. Міжнародна спільнота відреагувала зусиллями з надання гуманітарної допомоги. Одночасно Коаліція за захист Руанди почала мілітаризацію таборів, використовуючи їх як бази для повалення уряду РПФ.
Щоб ліквідувати табори, Руанда спонсорувала вторгнення в Заїр в 1996 року. Її ставлеником був Альянс демократичних сил за звільнення Конго. Альянс за підтримки Уганди очистив табори біженців уздовж кордону. Проте, багато бойовиків хуту втекли на захід, подалі від кордону. Альянс повалив режим Мобуту, а його лідер Лоран Кабіла проголосив себе новим президентом перейменованої Демократичної Республіки Конго (ДРК) в травні 1997 року.
Лоран Кабіла незабаром відвернувся від своїх прихильників — Руанди та Уганди, які в 1998 році організували спробу його повалення. Під час Другої конголезької війни Лоран Кабіла уклав союз з Армією визволення Руанди, наступником Коаліції на захист Руанди. Після його загибелі в 2001 році Жозеф Кабіла, його син, став президентом, а організація бойовиків хуту була реформована в Демократичні сил за звільнення Руанди. Це рух досі являє певну загрозу для уряду Кагаме.